# Sebastian Reilmann
Sebastian Reilmann (* 1977) ist ein ehemaliger deutscher Footballspieler.

## Laufbahn
Reilmann gehörte der Mannschaft der Braunschweig Lions ohne Unterbrechung von 1996 bis 2008 an. Der 1,86 Meter messende Linebacker gewann mit Braunschweig 1997, 1998, 1999, 2005, 2006, 2007 und 2008 die deutsche Meisterschaft. Vizemeister wurde er mit der Mannschaft in den Jahren 2000, 2001, 2002, 2003 und 2004. Siege im Eurobowl gelangen ihm mit den Braunschweigern 1999 sowie 2003. Reilmann verrichtete ein Lehramtsstudium. Zeitweilig war er während seiner Spielerzeit zusätzlich Mitglied des Trainerstabs des Regionalligisten Göttingen Generals.